# Leo Visser (kunstenaar)
Leo Visser (Amsterdam,  7 september 1880 – Hilversum, 17  februari 1950) was een Nederlandse illustrator, glasschilder, wandschilder, lithograaf, tekenaar, kunstnijveraar, cartoonist, boekbandontwerper en graficus. 
Hij werkte in Amsterdam van 1909 tot 1940 en daarna in Blaricum. 
Hij volgde een opleiding van 1904 tot 1906 aan de Rijksnormaalschool voor Teekenonderwijzers  in Amsterdam en was daar leerling van Theo van Nieuwenhuis, Jan Visser jr. en Gerard Westermann. Hij was lid van De Onafhankelijken in Amsterdam.
Visser tekende cartoons in De Groene Amsterdammer in 1936 , maakte dorpsgezichten, illustraties, tekeningen, glasschilderijen, litho's, cartoons en ontwierp kalenders en boekbanden. Samen met zijn echtgenote Mien Visser-Düker, die verantwoordelijk was voor de tekst, maakte hij het kinderboek Baron van Hippelepip (1917).

## Bron
- Biografische gegevens bij het RKD-Nederlands Instituut voor Kunstgeschiedenis

- Biografisch Portaal: 25458391
- Digitale Bibliotheek voor de Nederlandse Letteren: viss155
- Gemeinsame Normdatei: 1151975990
- International Standard Name Identifier: 0000 0003 8881 4596
- Nederlandse Thesaurus van Auteursnamen: 071411844
- RKD-Nederlands Instituut voor Kunstgeschiedenis: 81323
- Virtual International Authority File: 282050398
- WorldCat: E39PBJyxpkpfY4b9PFk8kJxVYP